# كريس روبنسون (موسيقي)
كريس روبنسون (بالإنجليزية: Chris Robinson) هو موسيقي ومغني أمريكي، ولد في 20 ديسمبر 1966 في ماريتا في الولايات المتحدة.

## وصلات خارجية
- كريس روبنسون على موقع IMDb (الإنجليزية)
- كريس روبنسون على موقع ميوزك برينز (الإنجليزية)
- كريس روبنسون على موقع إن إن دي بي (الإنجليزية)
- كريس روبنسون على موقع أول ميوزيك (الإنجليزية)
- كريس روبنسون على موقع ديسكوغز (الإنجليزية)
- كريس روبنسون على موقع قاعدة بيانات الفيلم (الإنجليزية)